# 増本健
増本 健（ますもと つよし、1932年6月13日 - ）は、日本の金属工学者・物理学者。専門は材料物性学。アモルファス金属工学の創始者と言える世界的権威であり、現在は公益財団法人電磁材料研究所の相談役を務める。学位は、工学博士。東北大学名誉教授。文化功労者。

## 人物
1932年、金属工学者である増本量（はかる）の次男として、宮城県仙台市に生まれる。幼くして父から数々の逸話を聞いていた本多光太郎に憧れ、学者を目指した。兄は、同じく学者になった増本剛（かたし）である。
1955年、東北大学工学部金属工学科卒業。1960年、東北大学大学院工学系研究科で工学博士号を取得。同大東北大学金属材料研究所（金研）の助手および助教授を経て、1971年に教授に就任した。1989年からは金研所長を務めた。
1996年に東北大学を定年退官後直ちに、電気磁気材料研究所の専務理事および附置研究所長に就任、その後、一時体調を崩したため研究フェローに退いていたが、2009年から同理事長の職に就き、2015年7月から同相談役（グランドフェロー）。
併せて、日本学術会議会員を3期9年務めたほか、文部省の科学官および学術審議会委員、科学技術振興審議会委員、日本学術振興会評議員および日本学術振興会賞選考委員、総合科学技術会議専門調査会委員、および21世紀COEプログラム委員会委員（化学・材料部会長）などの要職を務めてきた。

## 研究実績
近年でこそアモルファス金属は当たり前のように産業で多用されているが、当時、永い金属の歴史においてのアモルファス金属の出現は正しく新しい金属の創造であり、結晶場を基盤とした従来の金属学とは著しく異なる新しい材料科学分野の創出と言える。このアモルファス金属は、既存の結晶材料では乗り越えられないユニークな材料物性を発現する新材料として注目されてきた。
増本は、1970年初頭にこの定形材料（薄帯、細線、粉末）の作製に成功し、後述するアモルファス金属の三大特性を世界で初めて明らかにしたことで知られる。さらに、この金属の原子構造、電子状態、熱力学物性、材料物性（力学物性、化学物性、電気物性、磁性、超伝導性など）の基本的物性に関する広範な独創的研究を行ったことから、この分野での第一人者として世界で高く評価されている。
具体的な成果
- 金属アモルファス相の熱力学的物性の研究から、形成能が高く安定なFe, Co, Ni系鉄族合金、Al, Mg, Ti系軽合金などの重要なアモルファス合金を多数見出した[2]。
- 金属をアモルファス化することによる優れた物性を明らかにし、特に強靭性、超耐食性、および軟磁性の三大特性を発見した。
- 酸化物ガラスと同程度のアモルファス形成能を持つ安定なアモルファス合金を発見し、ガラス遷移を利用した新たな加工法を用いる大型材料作製に道を拓いた。
- アモルファス相からナノ結晶を析出させる方法によるナノ結晶粒子分散アモルファス金属、ナノ組織集合体金属、ナノグラニュラー組織材料などの非平衡組織材料を開発した。
- 安定準結晶合金の発見と単晶の作製により、この基礎物性を明らかにした。

など、当時、永い歴史を持つ金属分野における久々の画期的研究であり、省エネトランス磁芯や電子機器部品などの産業の基礎を築いている。
これまでに1350余編の論文･著書と、250本余りの特許を取得している。特に論文においては、数々の学術賞を受けており、毎年発表される過去10年間の材料科学分野の引用件数が世界ランキングのトップ10以内を維持し続けている。

## 略歴
- 1932年（昭和7年）6月 - 増本量の次男として宮城県に生まれる
- 1960年（昭和35年）
  - 3月 - 東北大学大学院工学研究科博士課程修了[1]、工学博士[5]
  - 4月 - 東北大学金属材料研究所 助手[1]
- 1966年（昭和41年）6月 - 同助教授[1]
- 1969年（昭和44年）9月 - ペンシルベニア大学材料科学科 客員研究員
- 1971年（昭和46年）4月 - 東北大学金属材料研究所 教授[1]
- 1987年（昭和62年）7月 - 東北大学金属材料研究所付属新素材開発施設 施設長（初代）[1]
- 1989年（平成元年）4月 - 東北大学金属材料研究所研究 所長（第15代）（1994年（平成6年）3月まで）
- 1996年（平成8年）3月 - 東北大学定年退官、東北大学名誉教授
- 1996年（平成8年）4月 - 財団法人 電気磁気材料研究所専務理事、附置研究所所長
- 2003年（平成15年）1月 - 宮中講書始の儀 進講者
- 2009年（平成21年）
  - 4月 - 電気磁気材料研究所研究フェロー
  - 7月 - 同理事長（第7代）
- 2011年（平成23年）7月 - 公益財団法人電磁材料研究所理事長
- 2015年（平成27年）6月 - 同相談役、兼グランドフェロー
- 2017年（平成29年）7月 - 同相談役、現職

## 現在の主な外部役職
財団役員関係
- 公益財団法人吉田育英会評議員
- 公益財団法人トーキン科学技術振興財団評議員
- 公益財団法人本多記念会評議員
- 社団法人日本MRS常任顧問
- 社団法人新技術協会理事
- 財団法人日本学術振興会協力会理事・評議員

大学関係
- 東北大学多元物質科学研究所 運営協議会委員長
- 大阪大学産業科学研究所 共同利用・共同研究拠点運営委員会委員
- 豊田工業大学アドバイザー委員

官庁関係
- 日本学術振興会、日本学術振興会賞選考委員会委員

民間関係
- フジサンケイビジネスアイ株式会社、先端技術大賞表彰制度審査会委員

## これまでの主な外部役職
- 文部省学術国際局科学官
- 文部省学術審議会委員
- 文部省学術国際局理工系審査会委員長
- 文部科学省革新技術開発委員会部会長
- 日本学術会議会員、学術体制常置委員会委員長
- 内閣府総合科学技術会議専門調査会委員
- 日本学術振興会21世紀COEプログラム委員会、化学・材料分野部会長
- 独立行政法人科学技術振興機構審議会委員、技術移転部会長
- 日本金属学会会長
- 日本MRS会長
- 財団法人吉田育英会理事
- 財団法人泉科学技術振興財団理事・評議員
- 財団法人本多記念会理事長
- 財団法人次世代金属・複合材料研究開発協会評議員
- 財団法人国際科学振興財団評議員

## 主な受賞
- 1983年（昭和58年）- 日本学士院賞[1]
- 1987年（昭和62年）- 紫綬褒章[1]
- 1992年（平成4年）- 河北文化賞[1]
- 1992年（平成4年）- 本多記念賞[1]
- 1993年（平成5年）- 日本応用磁気学会賞
- 1998年（平成10年）- 日本金属学会賞[1]
- 1998年（平成10年）- Acta Materialia Gold Medal[2]
- 1999年（平成11年）- 全国発明賞
- 2000年（平成12年）- ISI Citation Laureate Award
- 2000年（平成12年）- 文化功労者顕彰
- 2006年（平成18年）- 瑞宝重光章[3]
- 2009年（平成21年）- 山崎貞一賞（アモルファス合金の開発と工業化への貢献）[6]

その他、学会関係・論文賞・技術開発賞など計28件。